# 罗托奈
罗托奈（法語：Rothonay，法語發音：[ʁɔtɔnɛ]）是法国汝拉省的一个市镇，属于隆斯勒索涅区。

## 地理
罗托奈（46°31'30"N, 5°31'56"E）面积12.98 平方千米，位于法国勃艮第-弗朗什-孔泰大區汝拉省，该省份为法国东部内陆省份，北起上索恩省，西北接科多尔省，西临索恩-卢瓦尔省，南至安省，东与杜省和瑞士接壤。
与罗托奈接壤的市镇（或旧市镇、城区）包括：拉沙约斯、欧日塞、贝菲亚、沙韦里亚、克雷西亚、楠屈斯、皮莫兰。

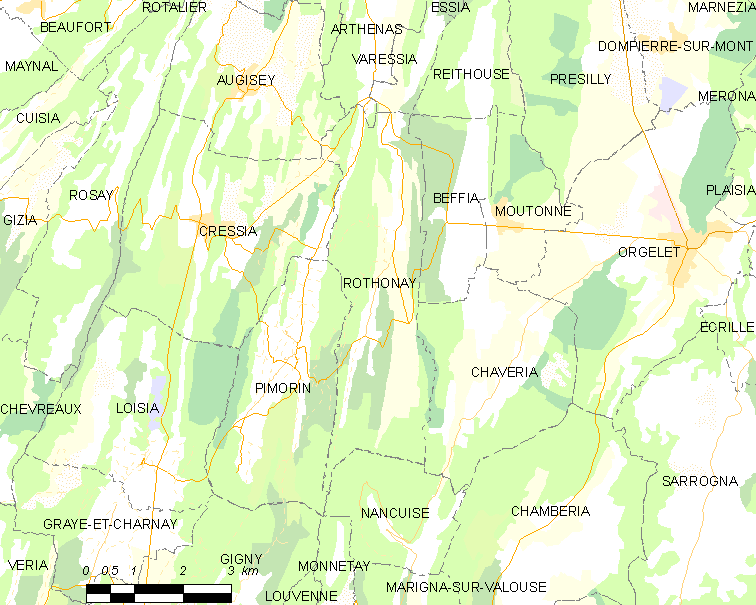
罗托奈的OSM定位图

罗托奈的时区为UTC+01:00、UTC+02:00（夏令时）。

## 行政
罗托奈的邮政编码为39270，INSEE市镇编码为39468。

## 政治
罗托奈所属的省级选区为穆瓦朗昂蒙塔涅县。

## 人口

1962-2008年间罗托奈人口变化图示

罗托奈于2022年1月1日时的人口数量为132人。